# Wardner (videogioco)
Wardner (ワードナの森?, Wardner no mori) è un videogioco arcade del 1987 sviluppato da Toaplan. Distribuito da Taito negli Stati Uniti d'America con il titolo di Pyros, il gioco ha ricevuto conversioni per Famicom Disk System e Sega Mega Drive.